# Christopher Wolcott

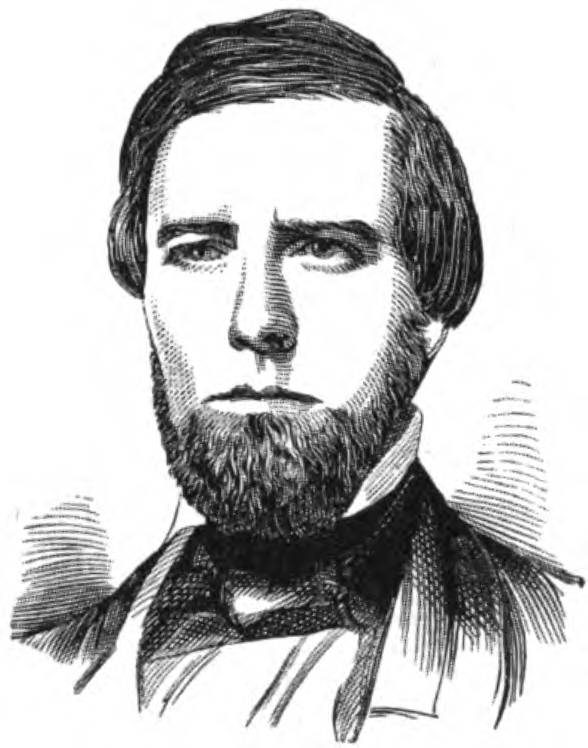
Christopher Wolcott

Christopher Parsons Wolcott (* 17. Dezember 1820 in Wolcott, Connecticut; † 4. April 1863 in Akron, Ohio) war ein US-amerikanischer Jurist und Politiker der Republikanischen Partei. Er war von 1856 bis 1860 Attorney General von Ohio und von 1862 bis 1863 United States Assistant Secretary of War.

## Werdegang
Christopher Wolcott wurde ungefähr fünf Jahre nach dem Ende des Britisch-Amerikanischen Krieges im New Haven County geboren. Über seine Kindheit ist nichts bekannt. Die Familie Wolcott zog 1833 nach Ohio und ließ sich dort in Steubenville (Jefferson County) nieder. Er besuchte dort öffentliche Schulen. Dann ging er auf das Washington College in Pennsylvania, wo er 1840 seinen Abschluss machte. Er studierte Jura in der Kanzlei von Tappan & Stanton in Steubenville. Nach dem Erhalt seiner Zulassung als Anwalt begann er in Ravenna (Portage County) zu praktizieren. Dort wurde er Partner von Lucius V. Bierce. Seine Studienzeit war von der Wirtschaftskrise von 1837 überschattet und die Folgejahre vom Mexikanisch-Amerikanischen Krieg. 1846 zog er nach Akron (Summit County). Wolcott wurde Partner von William Otis, bis Otis nach Cleveland umzog. Danach ging er eine lebenslange Partnerschaft mit William H. Upson ein.
Der Gouverneur von Ohio, Salmon P. Chase, ernannte Wolcott dann 1856 zum Attorney General von Ohio, um die Vakanz zu füllen, die durch den Tod von Francis D. Kimball entstanden war. Ende 1856 wurde er dann für eine zweijährige Amtszeit zum Attorney General gewählt und 1858 wiedergewählt. Zu seinen Fällen als Attorney General zählten die Breslin Treasury Defalcation und die Wellington Rescue. In diesem Zusammenhang wurden seine Argumente vor dem Obersten Gerichtshof der Vereinigten Staaten weithin bekannt. Gouverneur William Dennison ernannte Wolcott dann 1861 zum Ersatzmann für den verstorbenen John C. Wright zwecks Teilnahme an der stattfindenden Friedenskonferenz. Während des Bürgerkrieges bat im Mai 1862 der US-Kriegsminister Edwin M. Stanton, der ursprünglich aus Steubenville stammte und der Schwager von Wolcott war, ihn um Hilfe und bot ihm die Stelle als stellvertretender Kriegsminister an:

„I know I ought not to ask it of you, and fear the work will kill you, but I do not know where to look for aid, and if I do not have it now, I must give up myself.“

Stanton behielt mit seiner Aussage Recht. Unter dem Arbeitsdruck verschlechterte sich der Gesundheitszustand von Wolcott, so dass dieser im Februar 1863 seinen Rücktritt einreichte. Danach kehrte er nach Akron zurück, wo er zwei Monate später verstarb.